# キング・ナレスワン (映画)
『キング・ナレスワン』（原題：ตำนานสมเด็จพระนเรศวรมหาราช、英題：The Legend of King Naresuan）は、2006年から2014年制作のタイの映画。チャートリーチャルーム・ユコン監督作品。1590年から1605年の間シャム王国を治めた王ナレースワンの人生を描いた歴史大作。2001年の作品『スリヨータイ』に続く、タイ映画史上最大級の制作費が投じられた作品。

## 概要
もともと全三部作の構成で、第一部『Pegu's Hostage（原題）』、第二部『Reclaiming Sovereignty（原題）』が合わせて2007年1月に公開された。公開日はナレスワン大王が騎象戦で勝利した日を記念した国軍記念日に設定された。第三部『Naval Battle（原題）』は製作が遅れ、2011年3月に公開された。ここで最終章が終了せず、第四部『Battle of Red Heart（原題）』は2011年8月に公開された。また第五部が2014年5月29日に公開された。
日本では、2008年5月に特集上映《タイ式シネマ★パラダイス》にて第一部が『キング・ナレスワン 序章〜アユタヤの若き英雄誕生〜』、第二部が『キング・ナレスワン 〜アユタヤの勝利と栄光〜』の邦題で公開された後、2009年11月6日に『THE KING 序章〜アユタヤの若き英雄〜』『THE KING 〜アユタヤの勝利と栄光〜』の邦題でDVD化された。

## 第一部 序章〜アユタヤの若き英雄誕生〜
時代は16世紀、ビルマ（現在のミャンマー）に征服されたシャム（現在のタイ）のピッサヌローク国ではマハータンマラーチャー王が長男ナレスワン王子をビルマの首都ペグーのホンサワディー王に捕虜として差し出させられる。ナレスワン王子は民族の誇りを忘れず独立を夢見て幼少期を過ごす。

## 第二部 〜アユタヤの勝利と栄光〜
国に戻ったナレスワン王子が、ペグーの属国として戦いに借り出され、戦績を上げる。ビルマの他の王子から戦績を嫉まれ暗殺されそうになり、やはり独立を決意する。

## 第三部（キング・ナレスワン3、日本未公開）
王となって独立を目指しビルマとの戦いに臨むが、ビルマはアユタヤに攻め込み戦いとなる。

## スタッフ
- 監督：チャートリーチャルーム・ユコン
- 脚本：チャートリーチャルーム・ユコン
- 音楽：リチャード・ハービー

## キャスト
- ナレスワン王子（幼少時）：プラッチャナー・サナンワッタナーノン
- ナレスワン大王：ワンチャナ・サワッディー
- ブンティン：ノパチャイ・チャイヤナーム
- ブンティン（幼少時）：ジラユ・ラオーンマニー
- マネーチャン：タックソーン・パックスックジャルーン
- マネーチャン（幼少時）：スチャダー・チェックリー
- マハーテラー・カチョーン（和尚）：ソーラポン・チャートリー
- ラーキン王女：インティラー・ジャルンプラ
- 山田長政：矢野かずき